# Eunicella filiformis
Eunicella filiformis is een zachte koraalsoort uit de familie Gorgoniidae. De koraalsoort komt uit het geslacht Eunicella. Eunicella filiformis werd in 1879 voor het eerst wetenschappelijk beschreven door Studer. 